# Stanisław Zajączek
Stanisław Józef Zajączek (ur. 22 marca 1908 w Nawsiu, zm. 2 grudnia 1997) – polski biolog, profesor Pomorskiej Akademii Medycznej, działacz społeczny związany ze Szczecinem, poseł na Sejm PRL II i III kadencji.

## Życiorys
W 1930 ukończył studia na Uniwersytecie Jagiellońskim, uzyskując zatrudnienie w charakterze pracownika naukowego w Zakładzie Hodowli Ogólnej, a później Zakładzie Biologii UJ. W czasie II wojny światowej pracował dla Polskiego Czerwonego Krzyża oraz w Izbie Rzemieślniczej w Krakowie. W 1945 powrócił do wykonywania obowiązków naukowych, jako asystent i adiunkt w Zakładzie Biologii UJ. W 1949 przeniósł się do Szczecina, gdzie współorganizował struktury Pomorskiej Akademii Medycznej, był twórcą i kierownikiem Zakładu Biologii, a także dziekanem Wydziału Lekarskiego. W roku 1951 został zastępcą profesora, a w roku 1954 – profesorem nadzwyczajnym. W latach 1952–1977 był kierownikiem Zakładu Biologii PAM. Jest autorem prac naukowych m.in. z dziedziny hibernacji (hibernacja naturalna, hipotermia), endokrynologii porównawczej, parazytologii, ochrony środowiska, m.in.:
- Tarczyca i przysadka w: Endokrynologia ogólna (1951)
- Sen zimowy zwierząt : Sztuczna hibernacja i hipotermia (1958)
- Aktualna organizacja ochrony przyrody na terenie województwa szczecińskiego w: Powietrze – Woda – Gleba (red. E. Miętkiewski, 1974)

Wniósł istotny wkład w utworzenie Wolińskiego Parku Narodowego. Był współorganizatorem Szczecińskiego Towarzystwa Naukowego. W roku 1954 z jego inicjatywy powołano w Szczecinie Ligę Ochrony Przyrody oraz Oddział Szczeciński Polskiego Towarzystwa Przyrodników im. Kopernika. Działał w Towarzystwie Wiedzy Powszechnej, był członkiem Zarządu Wojewódzkiego i Głównego Towarzystwa.
W 1945 wstąpił do Stronnictwa Demokratycznego, w którym był członkiem Centralnego Komitetu (od 1955) i przewodniczącym prezydium Wojewódzkiego Komitetu w Szczecinie (od 1958), był nadto przewodniczącym Wojewódzkiego Komitetu Frontu Jedności Narodu w Szczecinie. W 1957 i 1961 uzyskiwał mandat posła na Sejm PRL z okręgów kolejno Stargard Szczeciński i Szczecin. Przez dwie kadencje był przewodniczącym Komisji Zdrowia i Kultury Fizycznej, ponadto w II kadencji był członkiem Komisji Oświaty i Nauki. Spoczął na Szczecińskim cmentarzu Centralnym (kwatera 25d).
Odznaczony Medalem 10-lecia Polski Ludowej (1955), dwukrotnie Złotym Krzyżem Zasługi (1954 i 1956) oraz Krzyżem Kawalerskim, Oficerskim i Komandorskim Orderu Odrodzenia Polski.